# Маккензи, Джек
Джон Уильям «Джек» Маккензи (англ. John William «Jack» McKenzie; 22 июля 1930, Хай-Ривер, Канада) — канадский профессиональный хоккеист.

## Биография
Хоккейную карьеру начинал в команде «Брэндон Уит Кингз» в юниорской хоккейной лиге Манитобы. В 1949 году стал игроком команды «Торонто Марлборос». Выступал в юниорской хоккейной лиге Онтарио, затем в любительской лиге Онтарио. В 1951 году стал игроком команды «Китченер-Ватерлоо Датчмен», где выступал вплоть до завершения карьеры в 1959 году. Был капитаном команды. В 1958 году был также в составе команды «Уитби Данлопс». Трижды выигрывал главный турнир лиги — кубок Аллана.
За сборную Канады дебютировал на Олимпийских играх в Кортина-д’Ампеццо в 1956 году. Провёл 8 матчей, забросил 7 шайб в ворота соперников. В составе команды стал олимпийским бронзовым призером. Был признан лучшим нападающим по итогам турнира. В 1958 году вместе с канадской командой стал чемпионом мира по хоккею с шайбой.